# Idiocerus applicativus
Idiocerus applicativus är en insektsart som beskrevs av Dubovsky 1966. Idiocerus applicativus ingår i släktet Idiocerus och familjen dvärgstritar. Inga underarter finns listade i Catalogue of Life.